# Donville-les-Bains
Donville-les-Bains és un municipi francès situat al departament de la Manche i a la regió de Normandia. L'any 2007 tenia 3.326 habitants.

## Demografia

### Població
El 2007 la població de fet de Donville-les-Bains era de 3.326 persones. Hi havia 1.580 famílies de les quals 628 eren unipersonals (219 homes vivint sols i 409 dones vivint soles), 551 parelles sense fills, 312 parelles amb fills i 89 famílies monoparentals amb fills.
La població ha evolucionat segons el següent gràfic:
Habitants censats

### Habitatges
El 2007 hi havia 2.328 habitatges, 1.638 eren l'habitatge principal de la família, 598 eren segones residències i 92 estaven desocupats. 1.633 eren cases i 598 eren apartaments. Dels 1.638 habitatges principals, 1.009 estaven ocupats pels seus propietaris, 611 estaven llogats i ocupats pels llogaters i 18 estaven cedits a títol gratuït; 30 tenien una cambra, 141 en tenien dues, 386 en tenien tres, 488 en tenien quatre i 592 en tenien cinc o més. 1.188 habitatges disposaven pel capbaix d'una plaça de pàrquing. A 903 habitatges hi havia un automòbil i a 448 n'hi havia dos o més.

### Piràmide de població
La piràmide de població per edats i sexe el 2009 era:
| Homes | Edats   | Dones |
| ----- | ------- | ----- |
| 0     | 95 o +  | 12    |
| 4     | 90 a 94 | 32    |
| 40    | 85 a 89 | 60    |
| 48    | 80 a 84 | 76    |
| 116   | 75 a 79 | 116   |
| 104   | 70 a 74 | 180   |
| 120   | 65 a 69 | 108   |
| 84    | 60 a 64 | 100   |
| 68    | 55 a 59 | 80    |
| 104   | 50 a 54 | 132   |
| 96    | 45 a 49 | 100   |
| 100   | 40 a 44 | 124   |
| 104   | 35 a 39 | 120   |
| 64    | 30 a 34 | 76    |
| 76    | 25 a 29 | 76    |
| 60    | 20 a 24 | 44    |
| 84    | 15 a 19 | 88    |
| 88    | 10 a 14 | 80    |
| 60    | 5 a 9   | 120   |
| 80    | 0 a 4   | 84    |

## Economia
El 2007 la població en edat de treballar era de 1.855 persones, 1.230 eren actives i 625 eren inactives. De les 1.230 persones actives 1.090 estaven ocupades (520 homes i 570 dones) i 140 estaven aturades (56 homes i 84 dones). De les 625 persones inactives 270 estaven jubilades, 166 estaven estudiant i 189 estaven classificades com a «altres inactius».

### Ingressos
El 2009 a Donville-les-Bains hi havia 1.719 unitats fiscals que integraven 3.545,5 persones, la mediana anual d'ingressos fiscals per persona era de 18.009 €.

### Activitats econòmiques
Dels 161 establiments que hi havia el 2007, 2 eren d'empreses extractives, 4 d'empreses alimentàries, 8 d'empreses de fabricació d'altres productes industrials, 13 d'empreses de construcció, 33 d'empreses de comerç i reparació d'automòbils, 7 d'empreses de transport, 15 d'empreses d'hostatgeria i restauració, 5 d'empreses d'informació i comunicació, 10 d'empreses financeres, 9 d'empreses immobiliàries, 20 d'empreses de serveis, 23 d'entitats de l'administració pública i 12 d'empreses classificades com a «altres activitats de serveis».
Dels 36 establiments de servei als particulars que hi havia el 2009, 1 era una oficina de correu, 4 oficines bancàries, 1 funerària, 2 tallers de reparació d'automòbils i de material agrícola, 2 autoescoles, 2 paletes, 3 fusteries, 2 lampisteries, 2 electricistes, 4 perruqueries, 6 restaurants, 4 agències immobiliàries, 2 tintoreries i 1 saló de bellesa.
Dels 23 establiments comercials que hi havia el 2009, 1 era un hipermercat, 1 una botiga de més de 120 m², 3 fleques, 3 carnisseries, 1 una botiga de congelats, 1 una peixateria, 6 botigues de roba, 1 una botiga de roba, 2 botigues d'electrodomèstics, 3 botigues de material esportiu i 1 una joieria.
L'any 2000 a Donville-les-Bains hi havia 4 explotacions agrícoles.

## Equipaments sanitaris i escolars
El 2009 hi havia 1 psiquiàtric i 2 farmàcies.
El 2009 hi havia una escola elemental.

## Poblacions més properes
El següent diagrama mostra les poblacions més properes.